# تشوي ين دوك
تشوي يُن دوك (بالهانغل: 최윤덕 / بالهانجا: 崔閏德 - ولد في 1376 ومات في 1445) هو جنرال كوري من عهد سلالة جوسون. ساهم تشوي في عهد الملك سيجونغ العظيم بردع غزوة من الجورشن عندما أمره الملك ببناء أربع قيادات عسكرية في منتصف روافد نهر أمنوك وهي قيادة يويون، وقيادة جاسونگ، وقيادة متشانگ، وقيادة وويي.

## التصوير الحديث
- مسلسل دموع التنين من قناة KBS، وعرض بين سنة 1996 وسنة 1998، وقام بدوره الممثل «باك سنغ غيو».